# PCBP4
PCBP4 (англ. Poly(rC) binding protein 4) – білок, який кодується однойменним геном, розташованим у людей на короткому плечі 3-ї хромосоми.  Довжина поліпептидного ланцюга білка становить 403 амінокислот, а молекулярна маса — 41 482.
| 10         |  | 20         |  | 30         |  | 40         |  | 50         |
| ---------- |  | ---------- |  | ---------- |  | ---------- |  | ---------- |
| MSGSDGGLEE |  | EPELSITLTL |  | RMLMHGKEVG |  | SIIGKKGETV |  | KRIREQSSAR |
| ITISEGSCPE |  | RITTITGSTA |  | AVFHAVSMIA |  | FKLDEDLCAA |  | PANGGNVSRP |
| PVTLRLVIPA |  | SQCGSLIGKA |  | GTKIKEIRET |  | TGAQVQVAGD |  | LLPNSTERAV |
| TVSGVPDAII |  | LCVRQICAVI |  | LESPPKGATI |  | PYHPSLSLGT |  | VLLSANQGFS |
| VQGQYGAVTP |  | AEVTKLQQLS |  | SHAVPFATPS |  | VVPGLDPGTQ |  | TSSQEFLVPN |
| DLIGCVIGRQ |  | GSKISEIRQM |  | SGAHIKIGNQ |  | AEGAGERHVT |  | ITGSPVSIAL |
| AQYLITACLE |  | TAKSTSGGTP |  | SSAPADLPAP |  | FSPPLTALPT |  | APPGLLGTPY |
| AISLSNFIGL |  | KPMPFLALPP |  | ASPGPPPGLA |  | AYTAKMAAAN |  | GSKKAERQKF |
| SPY        |  |            |  |            |  |            |  |            |

A: Аланін

C: Цистеїн

D: Аспарагінова кислота

E: Глутамінова кислота

F: Фенілаланін

G: Гліцин

H: Гістидин

I: Ізолейцин

K: Лізин

L: Лейцин

M: Метіонін

N: Аспарагін

P: Пролін

Q: Глутамін

R: Аргінін

S: Серин

T: Треонін

V: Валін

Кодований геном білок за функцією належить до рибонуклеопротеїнів. 
Задіяний у таких біологічних процесах як поліморфізм, альтернативний сплайсинг. 
Білок має сайт для зв'язування з ДНК, РНК. 
Локалізований у цитоплазмі.